# Sver
Sver (av musikgruppen skrivet SVER) är en norsk-svensk folkmusikkvintett som bildades 2002 av spelmännen Olav Luksengård Mjelva och Leif Ingvar Ranøien. Gruppen består sedan 2007 av fem medlemmar från Norge och Sverige, och deras musik beskrivs som kraftfull nordisk folkmusik med stark rytm och hög energi. 

## Historia
Gruppen bildades av Olav Luksengård Mjelva (fiol, hardingfela) och Leif Ingvar Ranøien (dragspel) i Norge. År 2007–2008 kompletterades gruppen med Anders Hall (fiol, viola), Jens Linell (trummor) och Adam Johansson (gitarr). Gruppen har sedan dess varit aktiv som kvintett och är känd för sina intensiva och samspelta liveframträdanden.

## Stil och mottagande
Gruppen beskriver sin egen musik som episk nordisk folk. De spelar med frisk fart och samtidigt traditionellt, med en blandning av bland annat halling, polska, pols, gangar och reinlender i energiska arrangemang med nyskapande känsla. I en intervju sade trummisen Jens Linell:
"We’ve been playing together as a quintet for more than 10 years, so we’re playing very, very tight together. ... We explode basically. That’s the best energy ... when we can go on stage and enjoy ourselves with the music."
2015 beskrev musikjournalisten Lars Lind gruppen SVER i en artikel i musikmagasinet Lira att de har "ett oemotståndligt sväng" och är "en av de bästa folkmusikgrupperna på våra breddgrader just nu".

## Medlemmar
- Olav Luksengård Mjelva – fiol, hardingfela
- Leif Ingvar Ranøien – dragspel
- Anders Hall – fiol, viola
- Adam Johansson – gitarr, mandolin
- Jens Linell – trummor, percussion

## Diskografi
- 2007 – SVER
- 2010 – Fruen
- 2015 – Fryd
- 2018 – Reverie
- 2023 – Legacy